# Eliyahu M. Goldratt
Eliyahu M. Goldratt era un escriptor israelià, autor de novel·les de l'àmbit empresarial com La Meta, l'any 1992, o Cadena crítica, l'any 2001. Llicenciat en Física per la Universitat de Tel-Aviv, va realitzar un Màster i doctorat a la Universitat de Bar-Llan. Amb el primer llibre, La Meta, Eliyahu M. Goldratt va desenvolupar la Teoria de les restriccions, la qual ha estat molt emprada per empreses per a millorar la seua gestió.